# Castel Ulmburg
Castel Ulmburg (o Castellolmo, in tedesco Schloss Ulmburg) è un castello che si trova a 1173 m s.l.m. nella frazione di Favogna di Sopra (Oberfennberg) del comune di Cortaccia in Alto Adige.
L'attuale costruzione risale alla fine del XIX secolo e fu fatta edificare dai signori von Widmann sul luogo di un castello da caccia risalente al XIII secolo.
Il palazzo principale rettangolare si presenta in stile rinascimentale con una piccola torre che lo sovrasta.
Essendo una dimora privata il castello non è visitabile.
Nelle vicinanze si trovano delle sequoie piantate nel 1908 per il giubileo dell'imperatore Francesco Giuseppe.